# Sandviken
För andra betydelser, se Sandviken (olika betydelser).
Sandviken är en tätort i Gästrikland samt centralort i Sandvikens kommun, Gävleborgs län.

## Historia

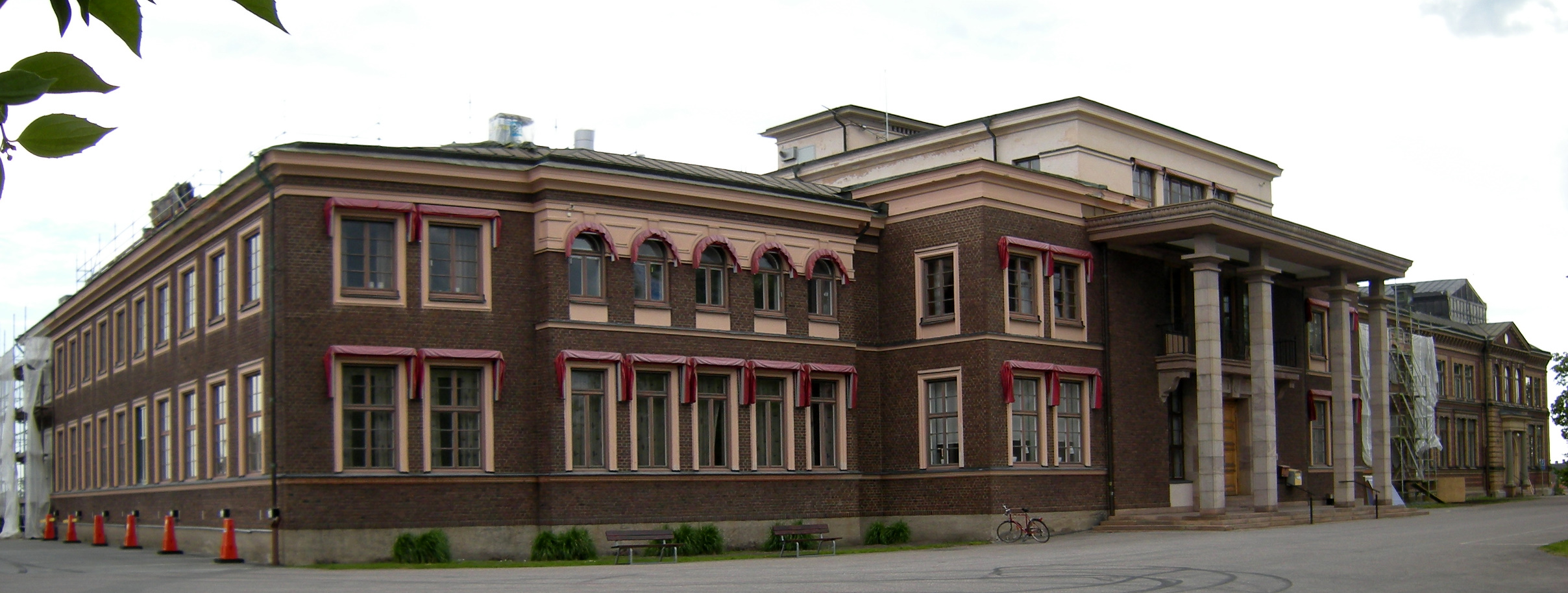
Alleimas huvudkontor i Sandviken (tidigare huvudkontor för Sandvik AB).

Sandviken grundades år 1862 i samband med att det som sedermera skulle bli järnverket Sandvik AB började anläggas. Vid sekelskiftet 1900 var Sandviken ett av Sveriges tre största järnbruk, och hade omkring 2 000 anställda. Den växande befolkningen och behovet av att ordna bebyggelsen gjorde att man redan år 1900 började utreda en omorganisation av samhället. 1914 föreslog den kommunala utredningen att Sandvikens samhälle skulle ombildas till stad. 1918 beslöt Högbo kommunalstämma att föreslå att hela kommunen ombildas till stad. Det dröjde dock ända till 1926 innan man kom till beslut och 1 januari 1927 bildades Sandvikens köping. Stadsfrågan släpptes dock inte och 1938 föreslogs att Sandvikens köping och Högbo kommun skulle slås samman. Andra världskrigets kristidsorganisation påskyndade samgåendet mellan de två kommunerna och den 27 mars 1942 beslöt Kungl. Maj:t att Sandvikens köping och Högbo kommun från och med 1 januari 1943 skulle bilda Sandvikens stad.

### Administrativa tillhörigheter
Sandviken var belägen i Högbo socken och ingick efter kommunreformen 1862 i Högbo landskommun. Orten utbröts ur denna landskommun 1 januari 1927 och bildade Sandvikens köping som 1943 ombildades till Sandvikens stad. Ortens bebyggelse kom sedan att expandera in i Ovansjö socken/landskommun och den uppgick 1971 i Sandvikens kommun där Sandviken sedan dess är centralort.
I kyrkligt hänseende har orten sedan 1936 hört till Sandvikens församling, Högbo församling dessförinnan. En mindre del hör till Ovansjö församling.
Orten ingick från 1725 till 1880 i Ovansjö, Torsåkers och Årsunda tingslag, därefter till 1971 i Gästriklands östra domsagas tingslag. Från 1971 till 2004 ingick Sandviken i Sandvikens domsaga och orten ingår sedan 2004 i Gävle domsaga.

### Befolkningsutveckling
| Befolkningsutvecklingen i Sandviken 1950–2020 | Befolkningsutvecklingen i Sandviken 1950–2020 | Befolkningsutvecklingen i Sandviken 1950–2020 | Befolkningsutvecklingen i Sandviken 1950–2020 | Befolkningsutvecklingen i Sandviken 1950–2020 |
| --- | --------------------------------------------- | --------------------------------------------- | --------------------------------------------- | --------------------------------------------- |
| |                                               |                                               |                                               |                                               |
| År |                                               |                                               | Folkmängd                                     | Areal (ha)                                    |
| 1950 | 1950                                          |                                               | 16 275                                        | ##                                            |
| 1960 | 1960                                          |                                               | 20 182                                        | 863                                           |
| 1965 | 1965                                          |                                               | 22 293                                        | 905                                           |
| 1970 | 1970                                          |                                               | 28 410                                        | 1 295                                         |
| 1975 | 1975                                          |                                               | 27 994                                        |                                               |
| 1980 | 1980                                          |                                               | 27 903                                        |                                               |
| 1990 | 1990                                          |                                               | 25 360                                        | 1 533                                         |
| 1995 | 1995                                          |                                               | 24 529                                        | 1 545                                         |
| 2000 | 2000                                          |                                               | 23 028                                        | 1 545                                         |
| 2005 | 2005                                          |                                               | 22 574                                        | 1 546                                         |
| 2010 | 2010                                          |                                               | 22 965                                        | 1 566                                         |
| 2015 | 2015                                          |                                               | 24 724                                        | 1 759                                         |
| 2020 | 2020                                          |                                               | 25 344                                        | 1 680                                         |
| Anm.: Sammanvuxen med Stensätra, Östanbyn och Östanå 1970. Sammanvuxen 2015 med småorterna Hedåsstrand och Hedåsen, Sätra och Sätra östra. ## Som tätort/befolkningsagglomeration 1920–1950. |                                               |                                               |                                               |                                               |

## Stadsbild

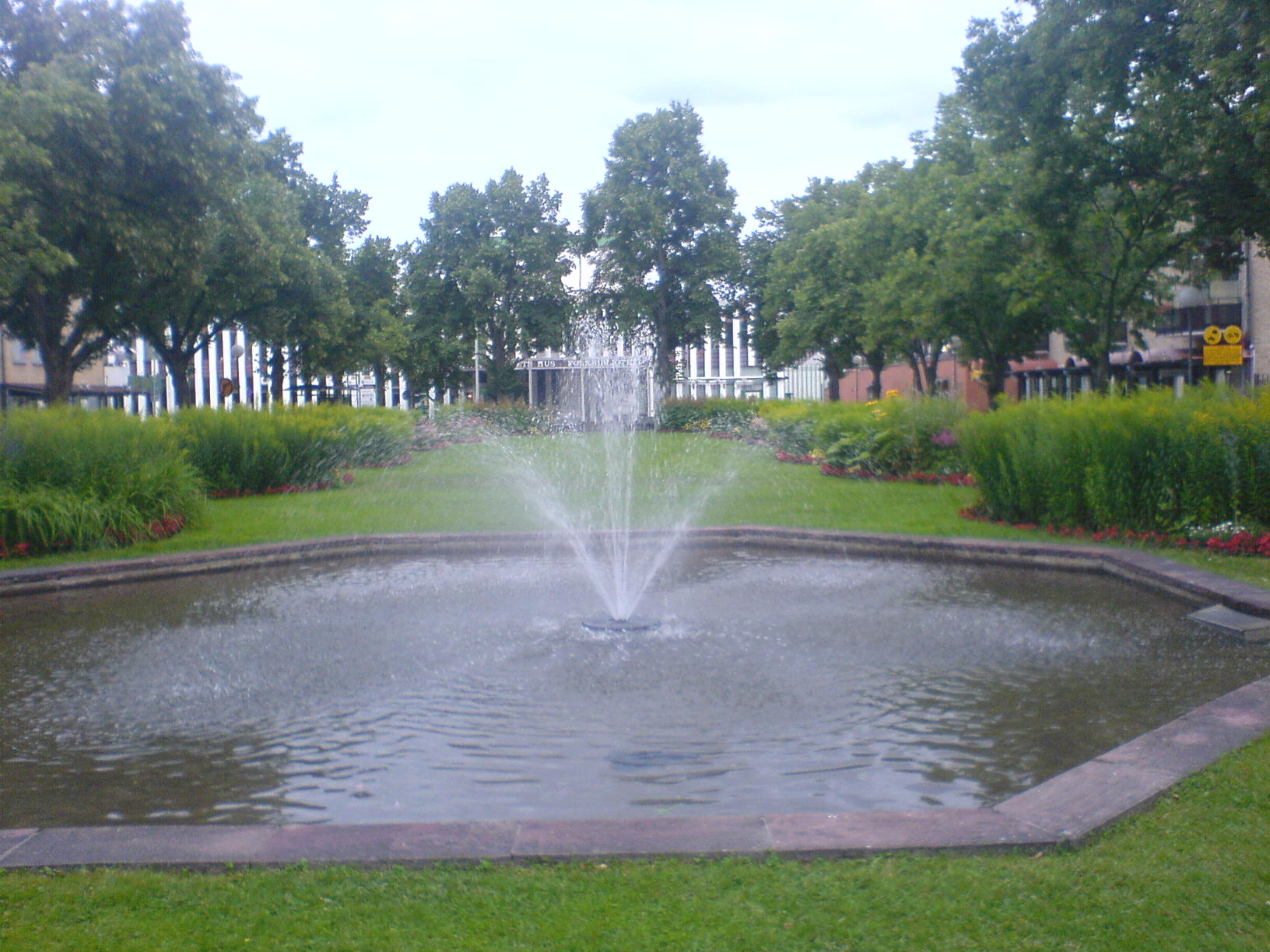
Jansasparken före förnyelsen.

Sandviken domineras av och har vuxit upp kring det av Göran Fredrik Göransson, kallad "Konsuln", skapade Sandvikens Jernverk – Sandvik AB. Marken där Sandviken är anlagt tillhörde Göranssons bruk i Högbo. Förebilden till Sandviken är den amerikanska staden Chicago, som G.F. Göransson var mycket imponerad av efter sitt besök där år 1838. Sandvikens kyrka ritades av arkitekten Israel Wahlman.
I Sandviken finns flera byggnadsområden ritade av arkitekten Ralph Erskine, bland dem Kv. Barberaren, Hyttgatan 29-31 (byggår 1962-64 och 1968-70), Kv. Rullstenen, Sanderängsgatan 5 (byggår 1966-68), Kv. Släggsmeden, Hyttgatan 18 (byggår 1968-70) och Nya Bruket som uppfördes mellan 1973 och 1981.

## Kommunikationer

### Vägnät
Sandvikens största och viktigaste väg är E16 som förbinder Sandviken med Gävle i öst och Falun i väst.
Andra viktiga vägar är Länsväg 272, "Tidernas väg" mot Gysinge i söder och Bollnäs i norr. Länsväg 541 förbinder Sandviken med närliggande Järbo.
I Sandviken fanns världens första elväg i befintligt vägnät som en demonstrationssträcka på två kilometer på E16 mellan Sandvikens västra utfart och Kungsgården. Anläggningen är nedmonterad.

### Regionbussar
Sandvikens viktigaste busslinje är linje 41 som går mellan Sandviken och Gävle via motorvägen E16.
Därutöver finns busslinjer till Kungsgården–Hofors (linje 141), Åshammar (linje 42), Järbo/Kungsberg/Jädraås (linje 43), Ockelbo (linje 44), Storvik via Kungsgården och Gästrike Hammarby (linje 45), Hofors via Torsåker (linje 46), Gysinge via Årsunda och Österfärnebo (linje 47) samt linje 91 som trafikerar Sandviken–Gävle via Forsbacka och Valbo.
Samtliga bussar stannar på Sandviken resecentrum.

### Stadsbussar
Sandvikens stadsbussar består sedan december 2023 av 5 linjer med Sandviken Centrum som knutpunkt.
| Linje | Sträckning                  | Ungefärlig turtäthet i dagtrafik |
| ----- | --------------------------- | -------------------------------- |
| 1     | Centrum - Vallhov           | 15 minuter                       |
| 2     | Centrum - Hedgrind          | 15 minuter                       |
| 3     | Centrum - Norrsätra         | 15 minuter                       |
| 4     | Centrum - Björksätra        | 15 minuter                       |
| 11    | Östanbyn - Centrum - Säljan | 40 minuter                       |

### Flyg
I Sandvikens närområde finns två flygplatser, Rörbergs flygplats samt Storvik-Lemstanäs flygfält.

### Tåg

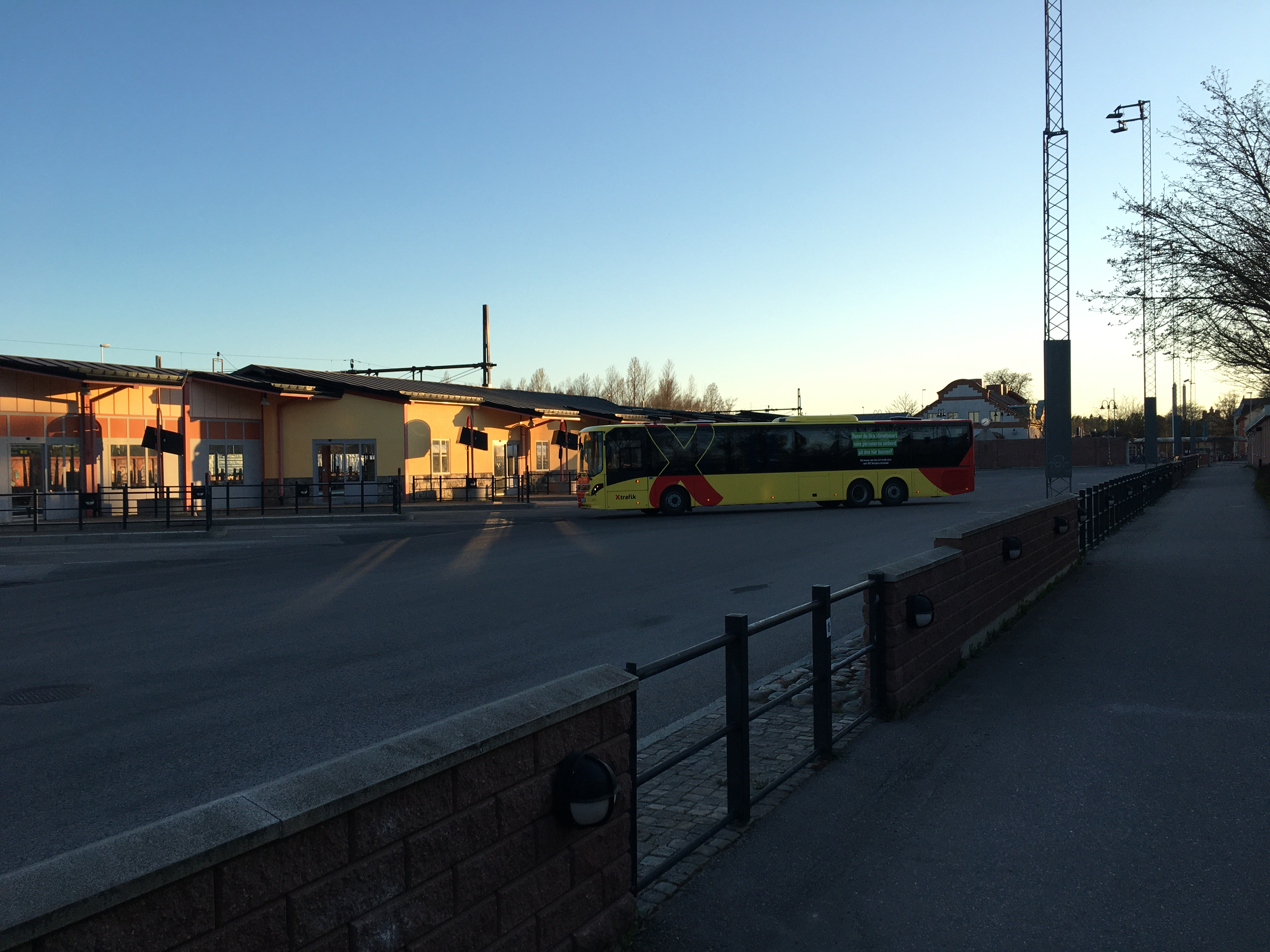
Buss vid Sandvikens resecentrum, år 2020.

Sandviken ligger utmed Bergslagsbanan som trafikeras av Tåg i Bergslagen vilka stannar vid Sandviken resecentrum.

## Kultur

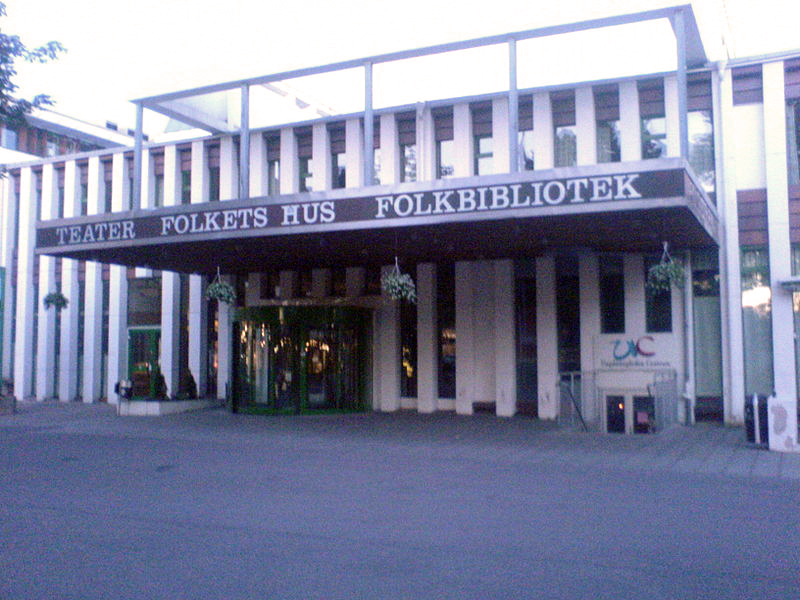
Folkets hus.

I Kulturcentrum, Folkets hus finns bland annat bibliotek, konsthall, turistbyrå och teater.
Sandvikens folkbibliotek består av ett huvudbibliotek beläget i Kulturcentrum i centrala Sandviken samt filialbibliotek i kommundelarna Björksätra, Järbo, Storvik, Åshammar och Österfärnebo.
Smedsgården är ett bruksmuseum som visar hur man bodde förr.
Sandviken har även en stark jazzkultur som i stor utsträckning utgår från storbandsjazz och "Sandviken Big Band". Varje sommar anordnas jazzfestivalen "Sandviken Big Band Bang", i folkmun mer känd som Bangen. Många unga svenska jazzmusiker är fostrade i Sandviken. Bland dessa finns bland andra Fredrik Nordström (jazzmusiker), Nils Janson, Jon Fält och Patrik Skoog. Utanför Sandviken, intill Storvik, finns Västerbergs folkhögskola som erbjuder musiklinje med inriktning på jazz och närbesläktad afroamerikansk musik.
Den ideella föreningen Backbeatbolaget grundades 1975 och har sen dess arrangerat kulturevenemang. 
Filmen Främlingen från skyn spelades bland annat in på Sandvikens Jernverk 1955. Geena Davis var utbytesstudent i Sandviken och gick på Hammargymnasiet. Jimi Hendrix Spelade tre gånger i Sandviken 1967–70
Under den senare delen av 2000-talet har Sandviken återigen börjat boka stora artister för konserter. Bland andra har Britney Spears, Tiësto, Scorpions, 50 Cent, Wyclef Jean, Lauryn Hill och Pamela Anderson uppträtt i Sandviken.

## Sport
I Sandviken finns bland annat sportklubbarna Sandvikens AIK (SAIK) som spelat allsvensk fotboll och tagit flera SM-guld i bandy genom åren, både på herr- och damsidan, Sandvikens IF (SIF) som har nått vissa framgångar i fotboll, ishockeyklubben Sandvikens IK (SIK), samt Brinka Sandvikens Konståkningsklubb. Tidigare fanns även innebandyklubbarna Aston och Alba (IBK Aston och IBK Alba), men 2012 gick dessa klubbar samman och heter nu Sandvikens AIK IB.
Fotbollsspelaren Kim Källström kommer från Sandviken och har spelat i Sandvikens IF:s juniorlag.
Under fotbolls-VM 1958 var idrottsplatsen Jernvallen VM-arena och här spelades två VM-matcher.  Idrottsplatsen Jernvallen är den största i Sandviken och här utövas bland annat fotboll, bandy, innebandy, badminton,  ishockey, konståkning, golf, längdskidåkning och ridsporter.Sedan den 30 maj 2009 står Sveriges största multiarena Göransson Arena på Jernvallens område.
Sandviken är världens hittills nordligaste stad för ett världsmästerskap i fotboll. Världsmästerskapet i fotboll 1958 spelades i Sverige; Sandviken och Jernvallen stod som värd till två av matcherna. Varje år står Sandviken som värd för Bessemerloppet och för årliga nationella majtävlingar inom hästhoppning.

## Kända personer
Personer har sitt ursprung i eller stark anknytning till Sandviken:
- Johan Carlson, läkare, generaldirektör
- Geena Davis, skådespelerska
- Malena Ernman, operasångerska
- Göran Fredrik Göransson, grundare av Sandvik AB
- Sara Hector, alpin skidåkare
- Emil Jönsson, skidåkare
- Anna Jörgensdotter, författare
- Kim Källström, fotbollsspelare
- Camilla Lagerqvist, författare
- Tomas Ledin, artist
- Hanna Lindblad, sångerska
- Daniel Mossberg, bandyspelare
- Anna Nordell, sångerska
- Frida Nordstrand, journalist
- Totta Näslund, artist
- Marianne Rundström, programledare
- Anna Wijk, innebandyspelare
- Li Österberg, serietecknare